# أخدر
الأخدر أو الأحقب نوع من الثدييات ينتمي إلى فصيلة الخيليات كان يستوطن صحاري بلاد الشام والعراق وشبه الجزيرة العربية وباكستان وأفغانستان وإيران والصين والهند ومنغوليا وكازاخستان وتركمانستان وأوزبكستان، أما الآن فإن موطنه محصور بالدول السبعة الأخيرة. يُعرف الأخدر بالعربيّة أيضا بالحمار البرّي الآسيويّ والفَرأ والعير. تعرض موطن الأخدر كغيره من الحيوانات الراعية الأخرى إلى التقليص كثيرًا بسبب الصيد المكثّف وفقدان المسكن، وقد انقرضت فعليًا إحدى سلالات الأخدر الخمسة لهذه الأسباب وأصبحت اثنتين أخرتين معرضتان للانقراض. وللأخدر قريب وثيق الصلة به هو فرأ التبت وهو نوع آخر من الحمر البريّة والذي كان يعتقد في السابق أنه نويعة له إلا أن الدراسات الجينيّة الجديدة أظهرت أنه نوع مستقلّ بذاته.
كان موطن الأخدر يمتد من منغوليا حتى الجزيرة العربية، وشمالا حتى جنوبي روسيا وكازاخستان، بالإضافة لشمال غرب الهند والتبت. ومنذ حوالي 40,000 سنة خلال أواخر حقبة البليستوسين (العصر الحديث الأقرب)، كان موطن الحمار البري الآسيوي يصل للحدود الغربية لألمانيا الحاليّة، أما اليوم فقد تقلّص موطن الأخدر كثيرًا جدا عمّا كان عليه في السابق، بحيث تعتبر الجمهرة في جنوبي منغوليا أكبر الجمهرات عدداً حيث تمثّل نسبة 80% من جميع الحيوانات الباقية على قيد الحياة من هذا النوع، أما باقي الجمهرات فيبلغ عدد أفرادها جميعا أقل من مئة. وقد تمّ مؤخرا إعادة إدخال الأخدر إلى بعض المناطق التي انتشر فيها سابقا في منغوليا، إيران، فلسطين، والسعودية.
تعتبر الحمر الأخدريّة أكبر قدا بقليل من الحمر المستأنسة حيث يبلغ وزنها حوالي 290 كيلوغراما وطول رئسها وجسمها معا 2.1 متر، كما أنها أشبه بالحصان منها، وللأخدر قوائم قصيرة نسبيا مقارنة بالأحصنة ولونها يختلف بحسب تغيّر الفصول فهي عادة خمريّة اللون في الصيف ومن ثم تتغير إلى بنيّة مصفرّة في الفصول الماطرة، وتمتلك هذه الحمر خطا أسود يحده لون أبيض من الجهتين على طول الظهر كما ويعتبر الأخدر غير قابل للترويض والاستئناس مع أن بعض الرسوم والنقوش تظهر بعض الخيليات وهي تقوم بجرّ العربات الناقلة في سومر في العام 2600 ق.م ومن ثم العربات الحربيّة في مدينة أور في العام 2000 ق.م، وقد قال البعض بأن هذه الخيليّات الممثلة هي حمر أخدريّة ولكن يعتقد الآن أنها حمر مستأنسة، وذلك بسبب الخط المميز الذي يمتد على طول أكتافها، والذي تفتقده الحُمر الأخدريَّة. غير أنَّ خبراء آخرون قالوا أنَّ ما يظهر كخط يظهر أيضًا عند الحيوانات الأخرى المنقوشة من أحصنة وثيران[ ؟ ]، لذا فلعلَّه لجام.

## نويعات النوع

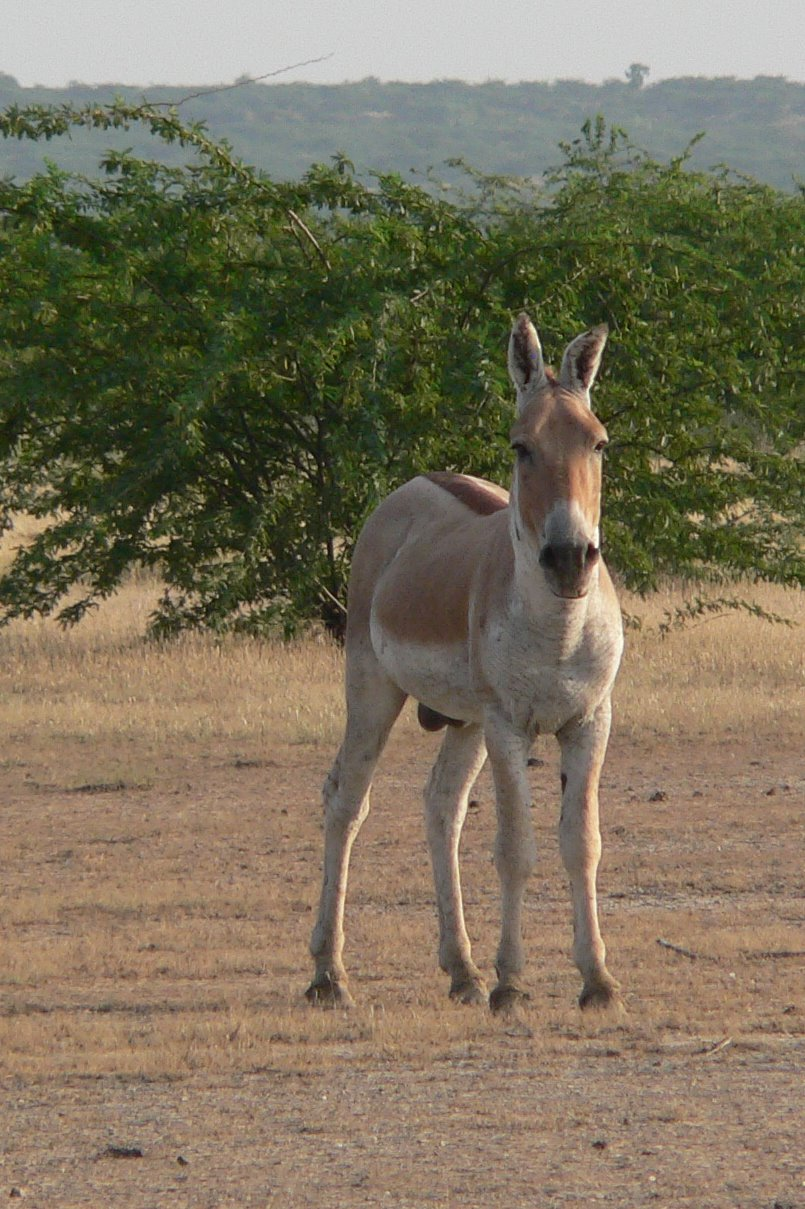
حمار بري هندي، ذكر مسيطر.

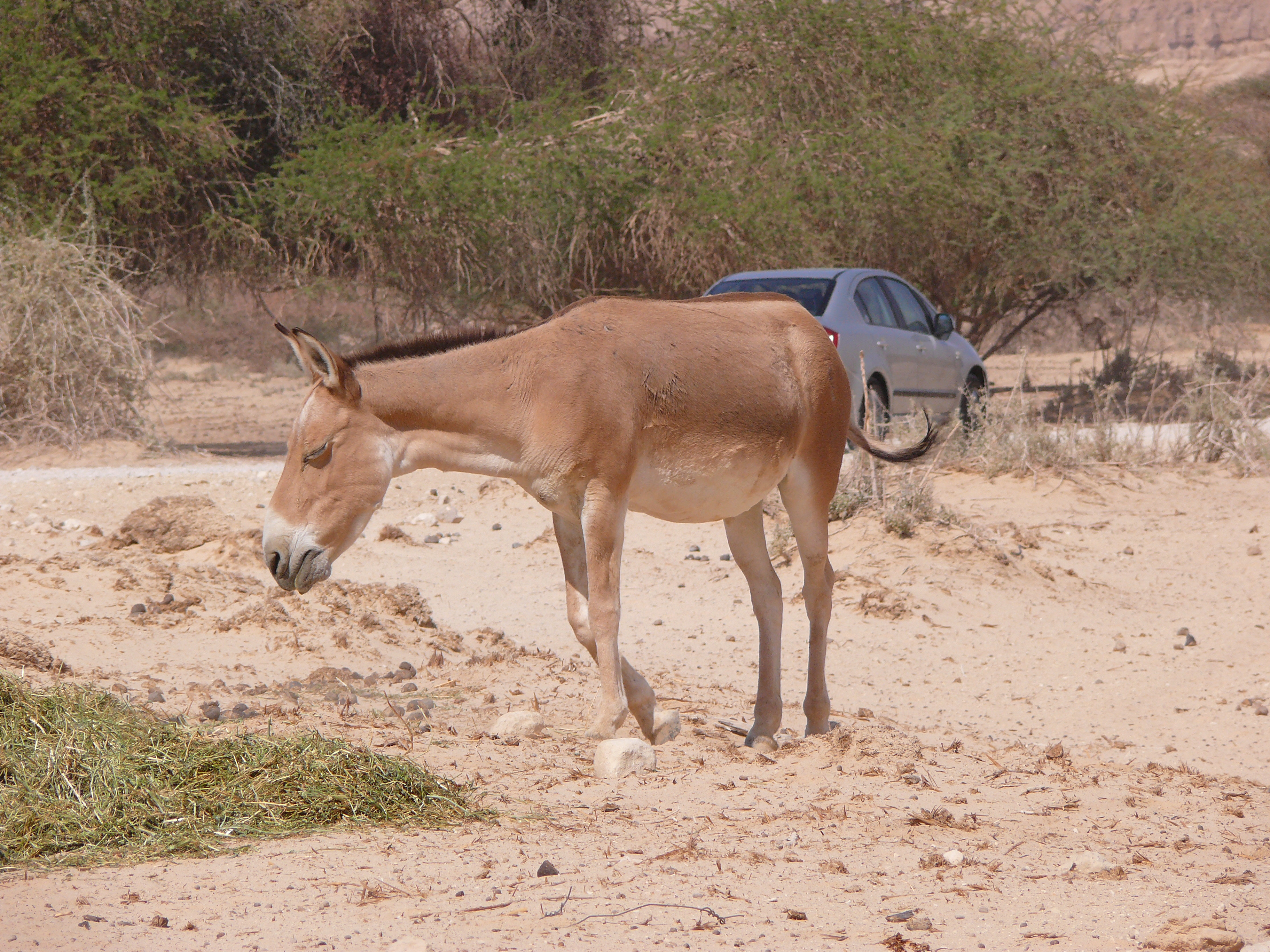
هجين أخدر فارسي وتركماني في جنوب فلسطين.

هناك خمسة سلالات من الأخدر باقية على قيد الحياة، ونويعة واحدة منقرضة، وهذه السلالات هي:
- الحمار البري الهندي: (النويعة الهندية، Equus hemionus khur)، تعرف أيضا هذه النويعة باسم «الخُور» أو «غورخار» [15] وقد كانت تنتشر سابقا عبر المناطق القاحلة من شمال غرب الهند بما فيها أجزاء من باكستان الحالية، إلا أنها اليوم مقصورة على منطقة صغيرة من ولاية غوجرات في الهند.
- الأخدر الفارسي: (النويعة الفارسية، النويعة الأخدرية، Equus hemionus onager)، تتواجد حاليا في جمهرتين صغيرتين جدا في إيران، وقد تم إعادة إدخال حيوانات مهجَّنة بينها وبين السُلالة التركمانيَّة إلى بعض المناطق في الشام بما أنها أقرب السلالات إلى النويعة السورية المنقرضة والتي استوطنت سوريا ودول الشرق الأوسط قديما.
- القولان التركماني: (النويعة التركمانيّة، Equus hemionus kulan)، تعرف أيضا بمجرد «القولان» وهي تتواجد في كازاخستان وتركمنستان حيث تناقصت أعدادها كثيرًا جدا.

لكلّ من القولان، والأخدر الفارسي، والحمار البري الهندي جمهرات صغيرة منفصلة عن بعضها، وتعتبر هذه السلالات الثلاثة معرّضة للانقراض كثيرًا بحال حصول أي كارثة طبيعيّة أو أي حدث لم يكن متوقع أو لم يمكن دفعه، كانتشار وباء معين أو حدوث تقلبات مناخية عنيفة.
- قولان غوبي: (نويعة الغوبي، نويعة صحراء غوبي، Equus hemionus luteus)، توجد هذه النويعة في جنوبي منغوليا وشمالي الصين على الأرجح.
- الحمار البري المنغولي: (النويعة المنغوليّة، Equus hemionus hemionus)، تعيش في شمالي منغوليا.
- الحمار البري السوري: (النويعة السورية، Equus hemionus hemippus)، كانت النويعة السوريّة تستوطن معظم الدول العربيّة الآسيوية حتى أوائل القرن العشرين، فقد كانت تعيش في جبال وصحاري وسهوب سوريا وشبه الجزيرة العربية وبلاد ما بين النهرين وفلسطين وجنوب شرق الأردن وورد ذكر الحمار البرّي السوريّ كثيرًا في الشعر العربي.

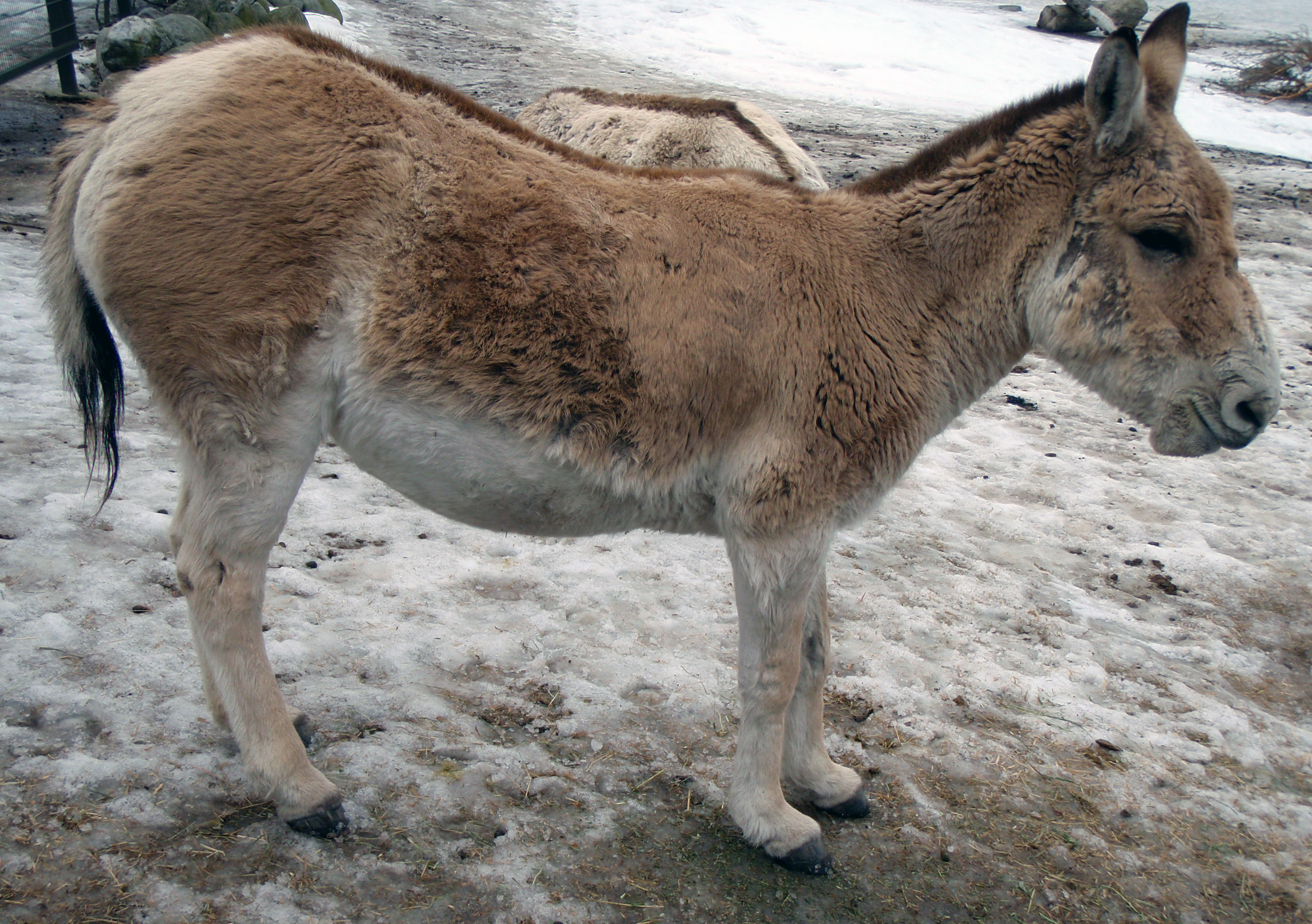
قولان تركماني.

ومن الشعراء الذين وصفوه الشمّأخ بن ضرار الذبياني الذي عاش في نجد وبرع في وصف الأخدر والصيادين الذين كانوا يطاردونه في المناطق الشماليّة والوسطى والغربيّة من السعودية كما وصف ملامحها الخارجيّة ورحلاتها في الصحراء وغير ذلك، وقام الجاحظ أيضا بذكر الأخدر في كتاب الحيوان كما ووصفها كمال الدين الدميري في مؤلفه «الكتاب الكبير عن حياة الحيوانات» وأبو يحيى زكريا القزويني في مؤلفه «عجائب المخلوقات وغرائب الموجودات».

صورة لآخر الحمر البرية السورية.

وكان ينظر للأخدر منذ أقدم الأزمنة على أنه طريدة للصيد وتظهر الرسوم في بعض الكهوف في جنوب فلسطين وشبه الجزيرة على أن الأخدر كان يصاد من قبل أوائل البشر الذين قطنوا الشرق الأوسط، كما تصوّر النقوش الآشوريّة التي عثر عليها في نينوى[ ؟ ] عاصمة الآشوريين القديمة حملات الصيد التي كان يقوم بها الملك آشور والتي تظهر مشهدا لصيد الأخدر حوالي العام 650 ق.م. وكان البدو يقومون بصيد الأخدر بالوسائل البدائيّة والكلاب والطيور الجارحة كما كانو يربون صغارها في مخيماتهم لأكل لحمها بحسب زعم بعض الرحالة، وبحلول عام 1850 أصبح الحمار البرّي السوريّ نادرا في بادية الشام لكنه بقي يشاهد في بلاد ما بين النهرين والجزيرة السورية في قطعان ضخمة ترتحل لمسافات كبيرة حتى تبلغ جبال أرمينيا.
وأول تهديد حقيقي تعرّض له الأخدر كان في الحرب العالمية الأولى وما بعدها حينما بدأت السيّارات والأسلحة الناريّة تتوافر للسكان مما ساعد على صيد هذه الحمر بوتيرة كبيرة، وتظهر السجلات أن أخر أخدر سوريّ برّي قتل عام 1927 في واحة الغمس في منخفض سرحان شمال شبه الجزيرة العربيّة ويبدو أن هذه المنطقة كانت إحدى الجيوب الثلاثة الأخيرة التي عاش فيها الحمار البرّي السوريّ.
أما المنطقتان الأخرى ان هما جبل الدروز في جنوب سوريا وجبل السنجار على الحدود العراقيّة السوريّة، وقد تلقت حديقة حيوان شومبرون في النمسا أخدرا من جبل السنجار عاش حتى أوخر 1928 وربما كان هذا أخر حمار برّي أصيل من المنطقة، وقد أعيد إدخال النويعة الفارسيّة إلى فلسطين باعتبارها أقرب السلالات إلى السوريّة من قبل السلطات البيئيّة الإسرائيليّة خلال أعوام الستينات والثمانينات، وأطلقت الحمر في صحراء النقب جنوبي فلسطين حيث يعيش الآن ما يزيد عن 150 أخدرا، كذلك أطلق قطيع آخر منها في وادي عربة، كما وقد تمت إعادة إدخال هذه الحيوانات إلى سوريا والأردن والمملكة العربية السعودية.

## الوصف والخواص الأحيائية

### الوصف الخارجي
عند مقارنة الأخدر مع أنواع الحمر البرية الآسيوية الأخرى يُلاحظ أنه أصغر حجماً منها بقليل (لأن قوائمه أقصر)  وأبهت لونا، فالأخدر له معطف رمليّ باهت ضارب إلى الحمرة بالإضافة إلى خط بني باهت على ظهره يحيط به خطان أبيضان يمتدان حتى القسم الخلفي من الجسد حيث يختلطان مع لون هذا القسم الأبهت من باقي الجسد. تمتلك هذه الحيوانات أيضا خطا على كتفيها وتكون جوانبها بالإضافة للقسم السفلي منها بيضاء اللون، وفي الشتاء ينمو معطف الأخدر ويصبح لونه ضارباً إلى الرمادي كما وتصبح الأقسام البيضاء منه ظاهرة للعيان بشكل أوضح. هناك اختلافات خارجية ضئيلة بين الجنسين حيث يكون الذكر[ ؟ ] أكبر حجما من الأنثى بقليل فقط، ويبلغ ارتفاع الذكر عند الكتفين 1.5 أمتار، ويصل في طوله إلى حوالي المترين، ويزن حوالي 250 كيلوغراماً.

### القوت

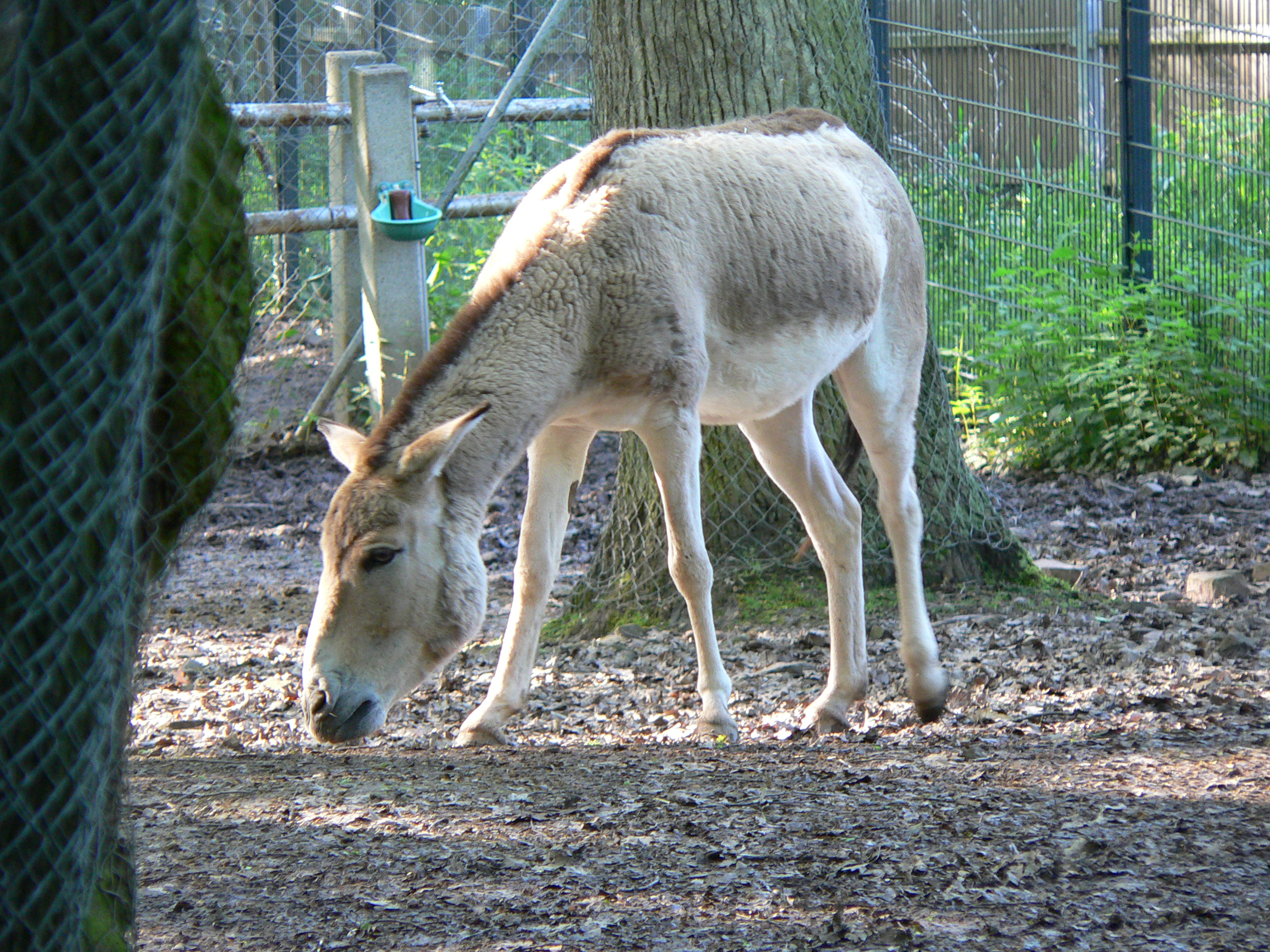
قولان تركماني يقتات في حديقة حيوانات.

الأخدر حيوان عاشب يقتات على أصناف النبات النادرة في الصحراء، وهي تقتات على الأعشاب إجمالا بحال توافرها، كما أنها سترعى الشجيرات والأشجار في أوقات أخرى أو في المناطق الأكثر جفافاً من موطنها، وقد شوهدت هذه الحيوانات وهي تقتات على قرون البذور وأيضا وهي تضرب النباتات المتخشبة بحوافرها لتصل إلى الأعشاب ذات العصارة التي تنمو في قاعدتها، وعلى الرغم من أن هذه الحمر تحصل على معظم حاجتها من الماء من النباتات التي تتغذى عليها إلا أنها يجب أن تبقى بالقرب من مصدر دائم للمياه. تأكل هذه الحيوانات الثلج أيضا في منغوليا خلال فصل الشتاء كتعويض لها عن النقص في المياه، وغالبا ما تقوم بحفر بعض الحفر في مجاري الأنهار الجافة للحصول على الماء. يرعى الأخدر غالبا خلال فترات النهار الأكثر برودة أي خلال فترة الصباح والمساء.

### أمد الحياة
يقول البعض بأن أمد حياة الأخدر يبلغ أقصى حد له في سن الأربعين، إلا أنه لا يُعرف ما إذا كانت هذه المعلومة مبنية على مراقبة الأخدر في البرية أم في الأسر.

## العادات

### السلوك الاجتماعي

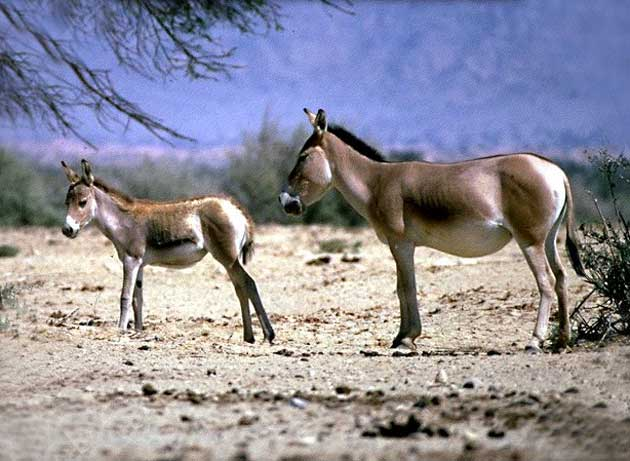
أنثى حمار بري آسيوي وجحشها.

يعيش الأخدر غالبا في قطعان، عدا الذكور الكبيرة في السن التي تعيش بمفردها، بينما تعيش الإناث وصغارها في قطيع مؤلّف حصريّا من الإناث والصغار. يصعب الحصول على معلومات متعلقة بهذه الحيوانات إجمالا، وذلك بسبب الخلاف حول مسألة تصنيفها حيث لا يزال بعض العلماء يصنفوها مع فراء التبت على أنهما النوع ذاته، بينما يرفض البعض الآخر من العلماء هذا التصنيف، إلا أنه انطلاقا من الرأي الأول يمكن إبداء بعض الملاحظات حول سلوكها.
يتراوح عدد أفراد القطيع لدى فراء التبت بين 10 و20 حيوانا، ويتألف القطيع من ذكر واحد وعدد من الإناث؛  وفي بعض الأحيان تفرض الظروف المتعلقة بالبيئة، كالضغط الذي تفرضه الضواري على هذه الحيوانات، بالقطعان الصغيرة كقطعان الذكور العازبة أن تتجمّع سويّا. يُزعم أن الأخدر حيوان غسقيّ أي ينشط خلال الغسق، إلا أنه يُعرف عن فراء التبت بأنه حيوان نهاري النشاط حيث يرعى خلال النهار ويرقد أثناء الليل، بالإضافة لوجود بعض الجمهرات منه التي ترعى أثناء الليل.
يُعرف عن فراء التبت بأنه يقدر على أن يصل لسرعة تقارب 70 كيلومترا في الساعة، وأنه يقدر أن يحافظ على سرعة 50 كيلومترا في الساعة عادة، ويحتمل بأن الأخدر يقدر أن يصل لهذا الحد من السرعة ويحافظ عليها لمسافة معينة.

### التناسل
تتناسل الحمر البرية الآسيوية بشكل موسميّ، وتدوم فترة الحمل 11 شهرا وتحصل معظم الولادات بين أبريل وسبتمبر. يعرف بأن ذكور الأخدر تسيطر على حريم خاص بها، بينما تفترض دراسات أخرى بأنها تدافع عن منطقة خاصة بها لتجذب إليها الإناث وغالبا ما تكون هذه المنطقة هي إحدى المناطق التي تمر بها قطعان الإناث أثناء تنقلها بين المراعي المختلفة، ويدافع الذكر المسيطر الأقوى في العادة عن المنطقة التي تحوي أفضل مرعى ليضمن دخول الإناث إليها. يُرجّح بأن الاختلاف في العادات والتركيبة الاجتماعية لهذه الحيوانات تعود للاختلاف في المناخ، أصناف النباتات، ودرجة الصيد في المنطقة التي تقطنها.

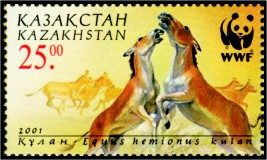
رسم لحمر برية آسيوية تتقاتل على طابع كازاخي.

يبدأ موسم التزاوج في أواسط يونيو، وتقوم الذكور خلاله بالتقاتل مع بعضها للحصول على حق التزاوج مع الإناث. تستمر دورة الإناث النزوية لفترة قصيرة جدا تتراوح بين 3 و5 أيام، وبعد فترة الحمل التي تستمر قرابة السنة تغادر الأنثى القطيع لتلد جحشها الوحيد الذي سيلازمها لمدة سنتين في مكان آمن، وبعد الولادة تعود الأم مع صغيرها لينضما إلى القطيع حيث تقوم الأم بحماية وليدها من أي خطر.
والأخدر، كجميع الأنواع الأخرى المنتمية لجنس الحصان (باللاتينية: Equus) يولد متفتح العينين[ ؟ ] ويصبح قادرا على العدو بعد فترة قصيرة من ولادته، وكما باقي أفراد فصيلة الخيليّات يُفترض بأن المهر يرث نفس المرتبة الاجتماعية التي تكون لوالدته، إلا أن هذا الأمر غير مؤكد بأنه يحصل في قطعان الأخدر حتى الآن. ولم يتم التبليغ عن أي دور للذكور في عملية تربية الصغار.
تظهر بعض التقارير أن أنثى فراء التبت تستمر بإرضاع صغيرها لما بين السنة والسنة والنصف، ويفترض بأن إناث الأخدر ترضع صغيرها لنفس المدة. تستقل الصغار عن والدتها عندما تبلغ السنتين من العمر، وتبلغ الإناث النضج الجنسي في حدود هذا السن أيضا.

### التواصل
للأخدر حواس قويّة جدا، ولعلّ أقواها هي حاسة الشم حيث تستطيع هذه الحيوانات في فترة الرياح الموسميّة في صحراء «ليتل ران أوف كاتش» بولاية غوجارات الهندية، عندما تُحضر العواصف مياه البحر إلى داخل الصحراء وتخلطها مع المياه العذبة، أن تميّز المياه الصالحة للشرب من تلك المالحة جدا عن طريق شمّها وتذوقها. وكغيرها من الخيليّات، فإن الحمر البرية الآسيوية تتواصل مع بعضها بطريق النهيق، اللمس، وبالرسائل الكيميائية عن طريق التبرّز، حيث أن رائحة البراز تدل على جنس الحمار ومرتبته الاجتماعيّة؛ وتلجأ الذكور المسيطرة في العادة إلى هذا السلوك لتحدد منطقتها، كما تقوم بشمّ وتذوق بول الأنثى لمعرفة مدى جهوزيتها للتزاوج.

## الحفاظ على النوع والمخاطر التي تواجهه

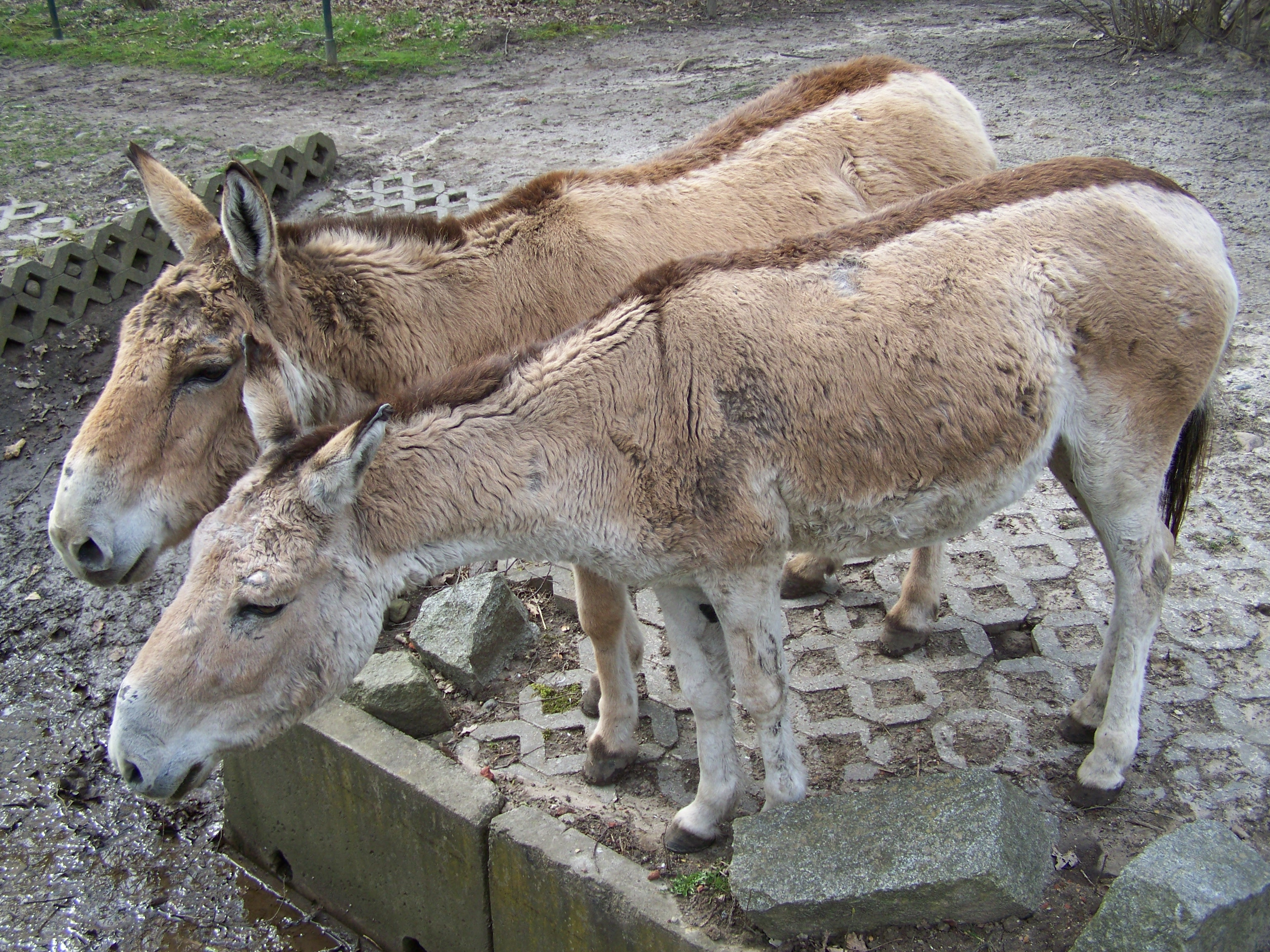
حمر برية تركمانية في إحدى حدائق الحيوان الأوروبية.

كانت الأسود تفترس الأخدر في المناطق التي إستوطنها كل من هذان النوعان، أما بعد انقراض الأخيرة لم يعد للأخدر من مفترس طبيعي سوى الإنسان بالإضافة للذئاب والكلاب الوحشية التي قد تفترس الصغار. يعدّ القنص بغرض الحصول على لحم وجلد الأخدر الخطر الأكبر الذي يواجهه حاليا، كما يظهر بأن هناك تجارة بأعضاء هذا النوع لأغراض طبيّة، إلا أن هذا الأمر غير مؤكد ولا يزال يحتاج لمزيد من التحقيقات للتأكد من صحته. ويعتبر انعزال بعض الجمهرات خطرا بحد ذاته إذ أنه يؤدي إلى توليد العديد من المشاكل الجينيّة الناجمة عن التناسل الداخلي، وبالإضافة لذلك فإن الرعي الجائر للمواشي المستأنسة يقلّص من كمية الغذاء الذي تعتمد عليه هذه الحمر كما أن الرعاة يقومون أحيانا بالتقليل من كمية المياه في الينابيع الصحراوية عن طريق استغلالها بشكل مكثّف. يؤدي تقطيع الشجيرات والأجام كذلك الأمر إلى التقليل من كمية الغذاء اللازمة لبقاء هذه الحيوانات، كما أن سنوات الجفاف يمكن أن يكون لها تأثير مدمّر على هذه الحمير.
يتواجد الحمار البري الآسيوي في بعض المناطق المحميّة حيث يحظى بحماية كاملة، وقد تمّ إخراج جميع الحيوانات المستأنسة من تلك المناطق كما تمّ حفر مجاري اصطناعية للمياه لتأمين حاجة الفصيلة في أوقات الجفاف، وبالإضافة إلى ذلك فإن المسؤولون عن هذه المحميّات يقدمون الشعير لهذه الحيوانات خلال فترة نقص الغذاء كما تتم مراقبة أعمال الصيد بشكل وثيق، وتوقّع غرامة عالية على أي شخص يقدم على القنص بحدود هذه المناطق. تحظى الحمر البرية الآسيوية بحماية قانونية في العديد من البلدان التي تستوطنها، وهناك العديد من برامج البحوث المتعلقة بالأخدر والتي تتم مباشرتها حاليّا، بما أنه من الواضح والضروري أن يتم التعرّف على علاقة الأخدر ببيئته ويتم التوصل إلى تصنيف صحيح له كي يصار إلى حمايته بشكل أفضل.

## علاقة النوع بالإنسان

### الأخدر كطريدة
منذ أقدم الأزمنة كان ينظر إلى الأخدر على أنه طريدة صيد أكثر منه دابة لحمل الأثقال. وتصور النقوش التي عثر عليها في سوريا ونينوى، عاصمة بلاد الآشوريين القديمة، حملات الصيد التي كان يقوم بها الملك آشور بنيبال قرابة العالم 650 ق.م. وتظهر إحدى اللوحات المنقوشة شخصين من أتباع الملك يصطادان أخدرا بواسطة الوهق، وهو حبل في طرفه أنشوطة يرمى بها الحمار فتشد على رقبته، وبدا في اللوحة قطيع من الحمر البرية الهاربة. أما السكان الفقراء في المنطقة فكانوا أقل فروسية، يصطادون من أجل الأكل ويركزون اهتمامهم على اصطياد الحمر الحديثة الولادة. كما وتظهر من الرسوم الأخرى أن الأخدر كان يصاد من قبل السلاطين المغول الذين حكموا الهند كالسلطان بابور الذي كان ينظم رحلات صيد إلى الصحراء تُستخدم فيها الفهود والطيور الجارحة.

رسم لحمر برية آسيوية في كتاب منافع الحيوان لابن بختيشوع من القرن الرابع عشر.

ويعتقد أن الحمر البرية الآسيوية كانت تصاد من أجل لحمها منذ أن استوطن الإنسان الشرق الأوسط وآسيا الوسطى، فقد ذكر زينوفون الذي عاش بين عاميّ 434 و355 ق.م. وكان قائدا عسكريا ومؤرخا وكاتبًا من أثينا أمضى سنوات في الشرق الأوسط، أن الأخدر كان يقتل من أجل لحمه الذي قيل بأنه كان ألذ من لحم الغزال. وفي العام 1905 ذكر عالم الأثار البريطاني السير أوستن لايارد: «إن البدو كانوا يربون صغار الحمر البرية على الحليب في خيامهم وكان لونها باهتا يميل إلى الوردي. ولا يزال بعضهم يأكل لحمها.»
كانت غريزة الحمر البرية تدفعها إلى الهرب إلى السهول المكشوفة عندما يطاردها الخيالة المسلحون القوس[ ؟ ] والنشاب. ويذكر النويري أن أكثر وسائل الصيد انتشارا في القرن الرابع عشر كانت الطيور الجارحة أو كلاب الصيد لمطاردة الحمر البرية، والمسامير المعدنية الكبيرة التي توضع في طريقها لتغرز في حوافرها وتشل حركتها، والسهام والحراب لقتلها. ويشير القزويني إلى أن الحمر البرية كانت تعيش في قطعان مما يسهّل صيدها. فإذا ما كمن صياد في ممر ضيق وترك عددا منها يمر، فيمكنه أن يظهر مكشوفا أمام البقية ويطلق نباله عليها، فهي لا ترتد إلى الوراء وتهرب بل تتبع سابقاتها على نحو أعمى.

### محاولات الاستئناس
كان الاعتقاد السائد أن الأخدر لا يمكن تدجينه بما أنه حيوان ذو مزاج سيئ مما يجعله غير كفؤ للعمل النهاري اليومي. وقد أثار ذلك بعض الالتباس حول حيوانات الجر التي كانت تقتنى في بلاد ما بين النهرين. ولكن أظهرت دراسة رسوم المقبرة الملكية في أور العائدة لعام 2500 ق.م. أن السومريين استعملوا الأخدر لجر عربات بأربع عجلات، ويبدو الذيل القصير الذي يكسوه الشعر[ ؟ ] واضحا في الرسوم. وأثبتت ذلك دراسة للعظام المأخوذة من تل أسمر. كما ويعتقد بأن الفيالق الرومانية[ ؟ ] في سورية القديمة استخدمت هذه الحيوانات لتقوم بجرّ ألياتهم الحربيّة.
وكان الأخدر يلجم بطريقة مختلفة عن الأحصنة، بواسطة حلقة على الأنف أثناء الراحة وطوق يربط حول الخطم عندما يسرج. وهذا يوحي بأن استعماله لأغراض الجر كان مبنيّا على تجربة سابقة مع الثيران وليس على محاكاة الأحصنة. وعندما وصل الحصان إلى بلاد ما بين النهرين، في أوائل الألف الثاني قبل الميلاد، لم يعد الأخدر مرغوبا فيه، فالحصان أكبر وأقوى وأسهل قيادا، ولجامه يوفر لسائق العربة المزودة بعجلتين سيطرة أفضل كثيرًا مما هي الحال مع الأخدر.

### الأخدر كحيوان نافع ومضرّ

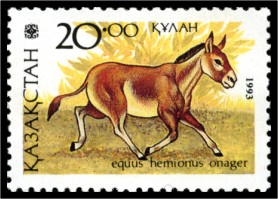
أخدر فارسي على طابع كازاخستاني.

يُروى أن بعض القبائل في شبه الجزيرة العربية كانت تطلق حمرها المستأنسة لتتزاوج والحمر البرية، حيث تزخر المنطقة بالقصص حول حيوانات مستأنسة أطلق سراحها وأصبحت وحشيّة، وبحسب زعم البعض فإن ذلك كان يؤدي إلى ولادة حمر قويّة أطول عمراً وأكثر صبراً ومقدرة على تحمّل الأعباء بشكل أكبر من الحمر الأليفة الصافية. وهذا يعني أيضا أن بعض خصائص الحمار البري السوري ربما لا تزال موجودة في بعض الحمر المستأنسة اليوم. ويقول الجاحظ في كتاب الحيوان: «و يقال أن الحمر الوحشية، وبخاصة الأخدريّة، أطول الحمير أعمارا. وإنما هي من نتاج الأخدر، فرس كان لأردشير بن بابك صار وحشيّا فحمى عدّة عانات فضرب فيها، فجاء أولاده منها أعظم من سائر الحمر وأحسن. وخرجت أعمارها عن أعمار الخيل وسائر الحمر -أعني حمر الوحش- فإنّ أعمارها تزيد عن الأهلية مرارا عدّة.»
يسكن بعض الأشخاص في الهند في صحراء «ليتل ران أوف كوتش»، حيث يقومون بضخ مياه الآبار الجوفيّة المالحة وتركها تتبخر في أحواض من صنعهم، لصناعة الملح[ ؟ ]. ويراقب هؤلاء السكان تحركات والتغيّر في عادات الحمر البرية الآسيوية، فإذا ما تجمّعت الإناث في قطعان ضخمة واستأثرت الذكور بمنطقة خاصة بها فهذا يعني اقتراب الأمطار الموسميّة (التي تتناسل الحمر أثناء فترتها)، وهذا ما جعلهم يسمّون هذه الحمر «براكبة العاصفة» اعتقادا منهم أنها تنبئ بقرب موسم الأمطار. كما ويتبع الرعاة قطعان الأخدر عند تنقلها بين المراعي علما منهم أنها تنتقي دوما أفضل المناطق، فيقودوا قطعان الغنم والماعز والجواميس إليها لترعى خلال فترة الأمطار الموسمية، وعلى الرغم من أن هذا الأمر يفيد الماشية وأصحابها إلا أنه من جهة أخرى يضر بالحمر لأنها تضطر إلى منافسة تلك الحيوانات المستأنسة على الغذاء خلال فترة قصيرة من السنة يجب عليها استغلالها بسبب أن الوقت الباقي منها يغلب عليه الجفاف.
وبالمقابل فإن الأخدر يعدّ حيوانا طفيليّا بالنسبة لبعض الناس ينبغي التخلّص منه. يشكّل الأخدر مشكلة للمزارعين في الهند بسبب غارات القطعان الليليّة على محاصيل القطن التي تؤمن لها مصدرا للبروتين، ولا يستطيع المزارعون إطلاق النار عليها أو تسميمها لأنها تعتبر فصيلة محميّة في الهند، وتشتد هذه المشكلة خصوصًا في موسم الجفاف عندما تصبح الحمر أكثر جرأة حيث يمكن أن تدخل البساتين كل ليلة. وبالنسبة للرعاة فإن الأخدر قد يعتبر مصدر إزعاج أيضًا خلال موسم الجفاف عندما يتنافس مع المواشي على الموارد الشحيحة.

## وصلات خارجية
- تعريف موسوعة بريتانيكا لكلمة حمار باللغة الإنكليزية (بالإنكليزية: Ass = آس).
- آركيف: صور ومعلومات عن الأخدر.
- الأخدر في شبكة تنوع الحيوانات[وصلة مكسورة]
- الأخدر كأحد الأصناف التي تتم حمايتها في محمية حاي-بار يوطفاتا في إسرائيل.
- الأخدر من ضمن فصائل الحيوانات المهددة والمنقرضة في فلسطين.